# Bahnstrecke Tilton–Franklin Junction
| Gesellschaft: | zuletzt BM           |                                     |                                     |
| Streckenlänge: | 8,42 km              |                                     |                                     |
| Spurweite: | 1435 mm (Normalspur) |                                     |                                     |
| |                      |                                     |                                     |
| Gleise: | 1                    |                                     |                                     |
| \| \| \| \| \| \| \| \| von Wells River \| \| \| \| 0,00 \| Tilton NH \| Tilton NH \| \| \| ca. 1 \| Northfield (Eisenbahnmuseum) \| Northfield (Eisenbahnmuseum) \| \| \| \| nach Concord \| \| \| \| \| Sulphite Bridge Winnipesaukee River \| \| \| \| \| Winnipesaukee River \| \| \| \| 5,52 \| Franklin Falls NH \| Franklin Falls NH \| \| \| \| Industrieanschluss \| \| \| \| \| Merrimack River \| \| \| \| \| von White River Junction \| \| \| \| 8,42 \| Franklin Junction NH \| Franklin Junction NH \| \| \| \| nach Concord \| \| |                      |                                     |                                     |
| |                      |                                     |                                     |
| Strecke |                      | von Wells River                     | von Wells River                     |
| Dienststation / Betriebs- oder Güterbahnhof | 0,00                 | Tilton NH                           | Tilton NH                           |
| Bahnhof | ca. 1                | Northfield (Eisenbahnmuseum)        | Northfield (Eisenbahnmuseum)        |
| Abzweig ehemals geradeaus und nach links |                      | nach Concord                        | nach Concord                        |
| Brücke über Wasserlauf (Strecke außer Betrieb) |                      | Sulphite Bridge Winnipesaukee River | Sulphite Bridge Winnipesaukee River |
| Brücke über Wasserlauf (Strecke außer Betrieb) |                      | Winnipesaukee River                 | Winnipesaukee River                 |
| Bahnhof (Strecke außer Betrieb) | 5,52                 | Franklin Falls NH                   | Franklin Falls NH                   |
| Abzweig geradeaus und von rechts (Strecke außer Betrieb) |                      | Industrieanschluss                  | Industrieanschluss                  |
| Brücke über Wasserlauf (Strecke außer Betrieb) |                      | Merrimack River                     | Merrimack River                     |
| Abzweig geradeaus und von rechts (Strecke außer Betrieb) |                      | von White River Junction            | von White River Junction            |
| Bahnhof (Strecke außer Betrieb) | 8,42                 | Franklin Junction NH                | Franklin Junction NH                |
| Strecke (außer Betrieb) |                      | nach Concord                        | nach Concord                        |

Die Bahnstrecke Tilton–Franklin Junction ist eine ehemalige Eisenbahnverbindung in New Hampshire (Vereinigte Staaten). Sie ist rund acht Kilometer lang und verbindet die Städte Tilton und Franklin. Die Strecke ist stillgelegt.

## Geschichte
Ende der 1840er Jahre wurden zwei Bahnstrecken aus Concord hinaus nach Norden eröffnet, die Bahnstrecke Concord–White River Junction und die Bahnstrecke Concord–Wells River. Die beiden Strecken hatten erst im Bundesstaat Vermont eine Verbindung untereinander. Am 4. August 1887 wurde die Franklin and Tilton Railroad Company gegründet, um eine Verbindungsstrecke entlang des Winnipesaukee River zu errichten. Die Strecke wurde am 1. Juni 1892 eröffnet und gleichzeitig durch die Concord&Montreal gepachtet. 1895 übernahm die Boston and Maine Railroad den Pachtvertrag, nachdem sie die Concord&Montreal aufgekauft hatte. Im Folgejahr riss der neue Eigentümer eine der beiden, nur vier Jahre alten, Brücken über den Winnipesaukee in Franklin ab und baute die Sulphite Bridge, eine Fachwerkbrücke aus Holz, um schwerere Züge über die Strecke führen zu können. Ihren Namen erhielt sie aufgrund der häufigen Transporte von Schwefel in die umliegenden Papier- und Zellstofffabriken.

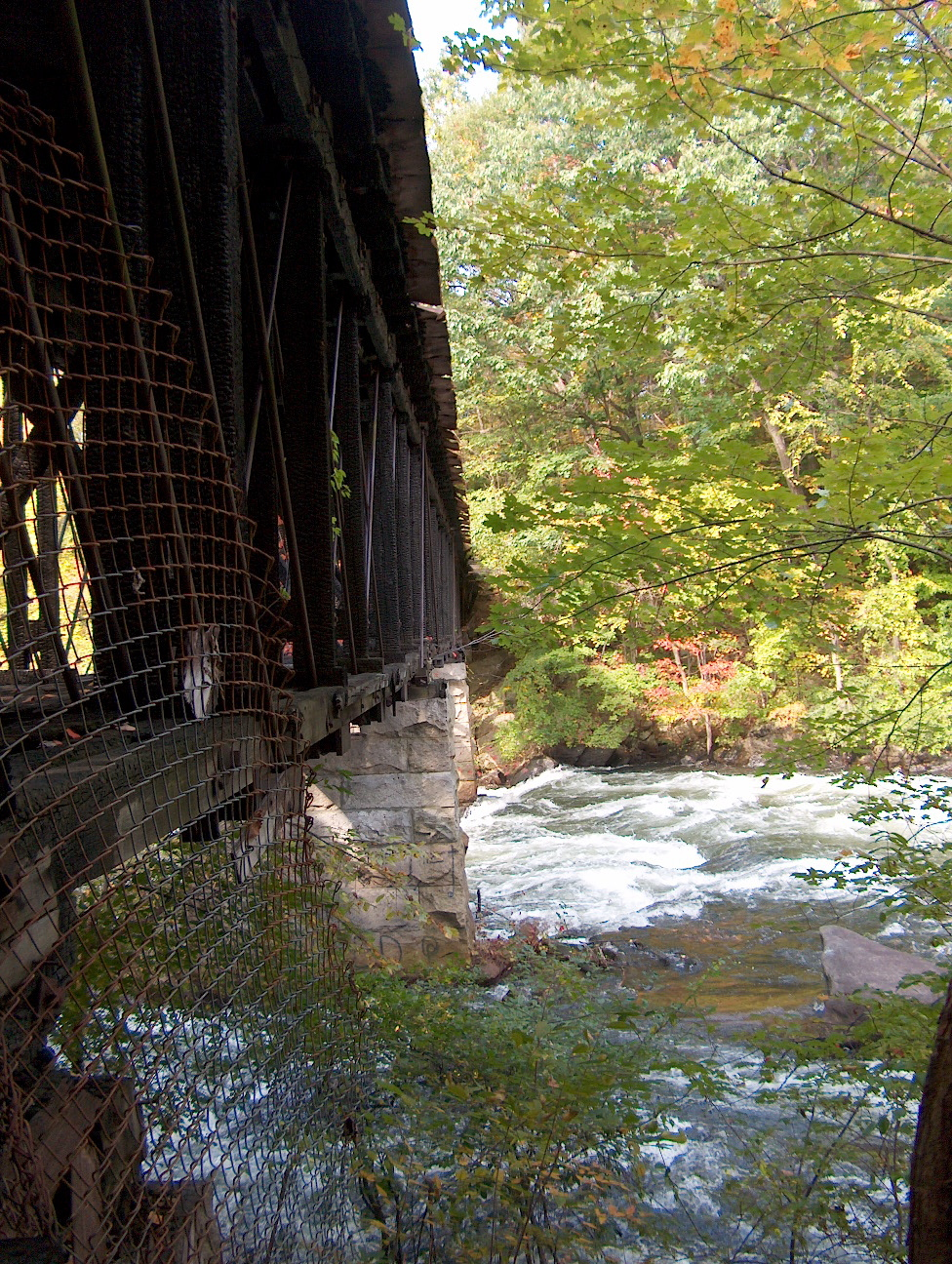
Sulphite Bridge mit Brandschaden über den Winnipesaukee River in Franklin, 2008.

Bereits im September 1926 wurde der Personenverkehr eingestellt, begünstigt auch dadurch, dass der Gleisanschluss in Franklin Junction aus topographischen Gründen in der falschen Richtung lag und die Züge dort umständlich Kopf machen mussten, um in den Bahnhof Franklin einfahren zu können. Aufgrund einiger Industrie im Winnipesaukee-Tal hielt sich der Güterverkehr jedoch. Eine Überschwemmung im März 1936 spülte die Brücke über den Merrimack River weg, die nicht wieder aufgebaut wurde. Der Abschnitt von Franklin Falls nach Franklin Junction wurde 1942 offiziell stillgelegt. Noch bis November 1972 wurde jedoch der übrige Streckenteil von den Güterzügen der Boston&Maine befahren, die Stilllegung erfolgte 1975.

## Streckenbeschreibung
Die Strecke zweigt südlich des Bahnhofs Tilton aus der Bahnstrecke Concord–Wells River ab und verläuft westwärts. Kurz vor Franklin überquert die Bahn auf der Sulphite Bridge und kurz darauf erneut auf einer anderen Holzbrücke den Fluss. Beide Brücken stehen noch heute. Der ursprünglich geschlossene Brückenkasten der Sulphite Bridge brannte am 27. Oktober 1980 aus. Sie steht unter Denkmalschutz im National Register of Historic Places. Die andere Brücke ist ebenfalls eine Fachwerkbrücke, jedoch ohne geschlossenen Brückenkasten. Sie liegt unmittelbar neben der Straßenbrücke des U.S. Highway 3 und kann von dort aus besichtigt werden. Nach diesen beiden Flussquerungen biegt die Strecke nach Süden ab und durchquert die Stadt Franklin, wo sich der Bahnhof Franklin Falls befand. Am Südende der Stadt lag ein längerer Industrieanschluss. Die Bahntrasse verläuft nun am Ostufer des Merrimack River entlang und überquert diesen unmittelbar vor dem Bahnhof Franklin Junction, wo sie in die Strecke Concord–White River Junction einmündet.